# 주자 협
주자 협(邾子挾, 邾挾)은 주나라의 제1대 군주이다. 성씨는 조(曹)이고, 육종(陸終)의 다섯째 아들 조안(曹安)의 후예이다. 주 무왕에 의해 주나라에 분봉받았으며, 노나라의 부용국이 되었다.